# Primera divisió espanyola de futbol 1994-1995

## Classificació general
| Lloc | Equip               | J  | G  | E  | P  | GF | GC | DG  | PTS. |
| ---- | ------------------- | -- | -- | -- | -- | -- | -- | --- | ---- |
| 1    | Reial Madrid        | 38 | 23 | 9  | 6  | 76 | 29 | 47  | 55   |
| 2    | RC Deportivo        | 38 | 20 | 11 | 7  | 68 | 32 | 36  | 51   |
| 3    | Betis               | 38 | 15 | 16 | 7  | 46 | 25 | 21  | 46   |
| 4    | FC Barcelona        | 38 | 18 | 10 | 10 | 60 | 45 | 15  | 46   |
| 5    | Sevilla FC          | 38 | 16 | 11 | 11 | 55 | 41 | 14  | 43   |
| 6    | RCD Espanyol        | 38 | 14 | 15 | 9  | 51 | 35 | 16  | 43   |
| 7    | Real Zaragoza       | 38 | 18 | 7  | 13 | 56 | 51 | 5   | 43   |
| 8    | Athletic de Bilbao  | 38 | 16 | 10 | 12 | 39 | 42 | -3  | 42   |
| 9    | Real Oviedo         | 38 | 13 | 13 | 12 | 45 | 42 | 3   | 39   |
| 10   | Valencia CF         | 38 | 13 | 12 | 13 | 53 | 48 | 5   | 38   |
| 11   | Reial Societat      | 38 | 12 | 14 | 12 | 56 | 44 | 12  | 38   |
| 12   | Racing de Santander | 38 | 13 | 10 | 15 | 42 | 47 | -5  | 36   |
| 13   | Celta de Vigo       | 38 | 11 | 14 | 13 | 36 | 48 | -12 | 36   |
| 14   | Atlètic de Madrid   | 38 | 13 | 9  | 16 | 56 | 54 | 2   | 35   |
| 15   | CD Tenerife         | 38 | 13 | 9  | 16 | 57 | 57 | 0   | 35   |
| 16   | SD Compostela       | 38 | 11 | 12 | 15 | 44 | 56 | -12 | 34   |
| 17   | Albacete Balompié   | 38 | 10 | 14 | 14 | 44 | 61 | -17 | 34   |
| 18   | Sporting de Gijón   | 38 | 8  | 12 | 18 | 42 | 67 | -25 | 28   |
| 19   | Real Valladolid     | 38 | 8  | 9  | 21 | 25 | 63 | -38 | 25   |
| 20   | CD Logroñés         | 38 | 2  | 9  | 27 | 15 | 79 | -64 | 13   |

| Lliga de Campions | Recopa d'Europa | Copa de la UEFA | Descens |

Llegenda: J-partits jugats, G-guanyats, E-empatats, P-perduts, GF-gols a favor, GC-gols en contra, DG-diferència de gols, PTS-punts

## Resultats
- Lliga de Campions: Reial Madrid
- Recopa d'Europa: RC Deportivo i Real Zaragoza
- Copa de la UEFA: Betis, FC Barcelona, Sevilla FC
- Descensos: CD Logroñés
- Ascensos: UD Salamanca, UD Mérida, Rayo Vallecano

## Màxims golejadors
| Iván Zamorano         | Real Madrid         | 28 |
| Meho Kodro            | Reial Societat      | 25 |
| Davor Šuker           | Sevilla             | 17 |
| Vladimir Gudelj       | Celta de Vigo       | 17 |
| Bebeto                | Deportivo La Coruña | 16 |
| Juan Eduardo Esnáider | Real Zaragoza       | 16 |